# Ophiopinotus
Ophiopinotus is een geslacht van vliesvleugeligen uit de familie Torymidae. De wetenschappelijke naam van dit geslacht is voor het eerst geldig gepubliceerd in 1987 door Husain & Kudeshia.

## Soorten
Het geslacht Ophiopinotus is monotypisch en omvat slechts de volgende soort:
- Ophiopinotus pinotus Husain & Kudeshia, 1987